# Tokhm-e Balūţ-e Soflá
Tokhm-e Balūţ-e Soflá (persiska: تخم بلوط سفلی) är en ort i Iran.   Den ligger i provinsen Ilam, i den västra delen av landet, 500 km sydväst om huvudstaden Teheran. Tokhm-e Balūţ-e Soflá ligger 1 148 meter över havet och antalet invånare är 468.
Terrängen runt Tokhm-e Balūţ-e Soflá är kuperad. Runt Tokhm-e Balūţ-e Soflá är det ganska tätbefolkat, med 52 invånare per kvadratkilometer. Närmaste större samhälle är Shāhzādeh Moḩammad, 17,4 km öster om Tokhm-e Balūţ-e Soflá. Omgivningarna runt Tokhm-e Balūţ-e Soflá är i huvudsak ett öppet busklandskap.